# ژاک موشل (بازیکن فوتبال)
ژاک موشل (فرانسوی: Jacques Moeschal‎; زاده ۶ سپتامبر ۱۹۰۰ – درگذشته ۳۰ اکتبر ۱۹۵۶) یک بازیکن فوتبال در پست مهاجم اهل بلژیک بود.

## تیم ملی
وی همچنین در تیم ملی فوتبال بلژیک بازی کرده‌است.